# Ершов, Андрей Мартемьянович
Андре́й Мартемья́нович Ершо́в (родился в 1901 году, Саратов, Саратовский уезд, Саратовская губерния, Российская империя — казнён 25 января 1940 года, Москва, РСФСР, СССР) — руководящий сотрудник органов внутренних дел СССР, майор госбезопасности (1935). Начальник УНКВД Ярославской области, депутат Верховного Совета РСФСР I созыва. Расстрелян в 1940 году как сообщник Н. И. Ежова и М. П. Фриновского. Признан судом преступным фальсификатором массовых политических дел и грубым нарушителем законности. Не реабилитирован.

## Биография
Родился в 1901 году в русской крестьянской семье в г. Саратов. Образование: 2 класса сельской школы в селе Березовка (немецкая колония Деллер или Эрнестинендорф); 5 классов гимназии (школы 2 ступени) в Царицыне. Пастух, батрак у помещика Аносова в Березовке (1913 — май 1918). Затем в РККА: красногвардеец штаба обороны Царицына; счетовод штаба СКВО; рядовой 238-го Московского стрелкового полка; секретарь военкома, сотрудник для поручений военно-хозяйственного управления штаба 10 армии. Состоял в РКП(б) c июня 1918 года.
В органах ВЧК−ОГПУ−НКВД с 1920 года. С 1920 по 1922 г. — в ВЧК 10-й армии: секретный агент Особого отдела, начальник военно-цензурного отдела, помощник начальника агентуры Особого отдела, комендант Особого отдела, начальник II-го специального отделения Особого отдела ГПУ 2-го кавалерийского корпуса. В июне 1929 г. получил в Особом отделе оперативный псевдоним Лурье, которая впоследствии употреблялась и как фамилия.
В 1922 — 1925 гг. — уполномоченный Контрразведывательного отдела Закавказской ЧК, начальник II-го, I-го отдела, уполномоченный, помощник начальника, начальник I-го отдела Контрразведывательного отдела Полномочного представительства ОГПУ по ЗСФСР. В 1925 — 1928 гг. — начальник Экономического отдела Полномочного представительства ОГПУ по ЗСФСР. Вероятно, участник неудавшегося «заговора» против Берии, организованного полпредом ОГПУ по Закавказью И. П. Павлуновским (воспоминания В. Н. Меркулова).  ««Берия превзошел самого Макиавелли», — говорил он жене.».
С августа 1928 года — в Москве: начальник сначала V-го, затем I-го отделения Экономического управления ОГПУ при СНК СССР, с ноября 1930 года — помощник начальника Оперативного отдела ОГПУ при СНК СССР. В декабре 1931 года переведен в Ленинград на должность заместителя начальника экономического отдела Полномочного представительства ОГПУ по Ленинградскому военному округу. С января 1933 года — начальник экономического отдела Полномочного представительства ОГПУ по Северо-Кавказскому краю (в Ростове-на-Дону). С 1934 года, после разделения Северо-Кавказского края, остался в Ростове на должности начальника экономического отдела УНКВД Азово-Черноморского края и по совместительству помощником начальника УНКВД по неоперативному отделу. Член северо-кавказской группировки чекистов («евдокимовцев»), объединившихся вокруг обеспечивавшего безопасность Сталина на курортах Северного Кавказа Е. Г. Евдокимова, противника Л. П. Берии.
Ершов-Лурье говорил в своем окружении, что после выхода книги Берии «К вопросу об истории большевистских организаций Закавказья» тот «совсем стал неприкосновенной личностью… Я докладывал Ежову, и мы ничего с ним сделать не можем… В этом весь наш ужас»".
С 25 декабря 1935 года — майор государственной безопасности.
В 1936 году направлен в Ярославль, где с марта 1936 года по декабрь 1938 года занимал должность начальника УНКВД по Ярославской области. Был главным организатором массовых политических репрессий в Ярославской области. Председатель «тройки» НКВД: назначен приказом П51/212 от 11 июля 1937 и приказом НКВД № 447 от 30 июля 1937. «Тройка»  наделялась правом выносить смертные приговоры «бывшим кулакам, уголовникам и другим антисоветским элементам» в рамках Кулацкой операции НКВД. По плану, выданному наркомом НКВД Ежовым, в Ярославской области должно было быть расстреляно 750 человек, а в лагеря отправлено 1250. По факту план был перевыполнен. Ершов отрапортовал по итогам 1937 года о 1708 расстрелянных и о 1550 сосланных в лагеря.
Эти данные не учитывают ассоциальных элементов, осужденных в рамках Уголовной акции НКВД, и представителей национальных меньшинств в рамках Национальных операций НКВД, по которым шла особая отчётность. 
Из 11 членов бюро Ярославского обкома ВКП(б), избранных в январе 1937 года на I областной партконференции, в июне-октябре 1937 года репрессированы: А. Р. Вайнов, В. В. Винокуров, Г. Г. Заржицкий, Ф. И. Иванов, И. А. Нефедов, Б. И. Павлов и Г. А. Полумордвинов («Удар по правотроцкистскому подполью»).  В числе репрессированных оказались 544 работника, входивших в номенклатуру обкома партии (секретари ГК и РК ВКП(б), комсомола, советского и хозяйственного аппарата, прокуратуры и суда).
«Видели мы Ершова только на заседаниях бюро обкома, куда он приходил в каком-то видавшем виды черном пиджаке и косоворотке. В форме появлялся лишь на торжественных заседаниях». (А. И. Шахурин)
Сам Ершов якобы рассказывал на следствии, чем он руководствовался в своей работе: «Ежов допустил такое выражение „Если во время этой операции и будет расстреляна лишняя тысяча людей — беды в этом совсем нет. Поэтому особо стесняться в арестах не следует.“».
26 июня 1938 года был избран депутатом Верховного Совета РСФСР 1 созыва.
НАГРАДЫ
Знак «Почетный работник ВЧК-ОГПУ (V)»;
знак «Почетный работник ВЧК-ОГПУ (XV)» (Приказ ОГПУ СССР (1934);
орден Красной Звезды (Постановление ЦИК СССР от 19.12.1937) (лишен посмертно Указом Президиума ВС СССР от 24 мая 1941 г.)

## Арест и осуждение
4 декабря 1938 года арестован. В тот же день уволен из органов НКВД вовсе как арестованный.
Содержался в Сухановской тюрьме особого назначения. Внесен в Список Л.Берии от 16 января 1940 г. по 1-й категории. 24 января 1940 Военной коллегией Верховного суда СССР приговорён к расстрелу по ст. 58/1 п.«а» ( «измена Родине»); ст. 58/11 («участие в антисоветской заговорщической террористической организации») и на следующий день расстрелян в Москве в группе 22 осужденных (среди них оказались ст. майоры ГБ С. Б. Жуковский и А. П. Радзивиловский). Место захоронения- «могила невостребованных прахов» № 1 крематория Донского кладбища. 
В приговоре утверждалось: «…установлено, что Ершов, работая в должности начальника отдела ПП ОГПУ по Северо-Кавказскому краю, в 1933 году был завербован в антисоветскую террористическую заговорщическую организацию, действовавшую в органах ОГПУ-НКВД, руководителем этой организации Евдокимовым. В последующие годы, работая на руководящих постах в органах ОГПУ-НКВД, в частности, начальником УНКВД по Ярославской области, Ершов по заданию руководства организации проводил подрывную деятельность, направленную на избиение партийно-советских кадров, сохранение от разоблачения контрреволюционных элементов, фальсифицировал следственные материалы и развалил агентурно-оперативную работу.»
Решением Военной коллегии Верховного суда РФ от 11 июля 2013  ст. 58 УК РСФСР посмертно изменена Ершову на ст.193-17 УК РСФСР («превышение власти, злоупотребление властью при особо отягчающих обстоятельствах») с сохранением ранее вынесенной меры наказания. года